# Zrinka Kolak Fabijan
Zrinka Kolak Fabijan (Vukovar, 31. ožujka 1949.) hrvatska je televizijska, kazališna i filmska glumica.

## Filmografija

### Televizijske uloge
- "Počivali u miru" kao Tonka (2015.)
- "Najbolje godine" kao Spomenka Gajs (2010. – 2011.)
- "Luka" kao geologinja (1992.)
- "Velo misto" (1980.)
- "Čovik i po" kao Višnja (1974.)
- "Ča smo na ovon svitu" kao Marica Dujkova (1973.)

### Filmske uloge
- "Je li jasno, prijatelju?" kao medicinska sestra #2 (2000.)
- "Maršal" kao pogrebnikova žena (1999.)
- "Vježbanje života" (1991.)
- "Allegro con brio" (kratki film) (1987.)
- "Allegro con brio" (1973.)
- "Pjetlov kljun" kao sekretarica (1972.)

### Kazališne uloge
- "Samoubojica", Gavella kao Komsomolka (1971.)[1]
- "Opća bolnica", HNK Rijeka kao Baba[2]
- "Predstava Hamleta u selu Mrduša Donja", HKD Teatar[3] kao Mare Miš rečena Majkača, seoska krčmarica, u ulozi kraljice Gertrude (2006.)
- "Ujak Vanja" (ri), HKD Teatar (2008.)[4]

## Vanjske poveznice
- Zrinka Kolak Fabijan u internetskoj bazi filmova IMDb-u (engl.)
- Stranica na HNK.hr[neaktivna poveznica]
- Stranica na Teatar.hr

1. ↑  Samoubojica, Kazalište Gavella, pristupljeno 17. srpnja 2025.
2. ↑  (N. K.). 17. prosinca 2009. Zrinka Kolak Fabijan i Zdenko Botić slave 35. godišnjicu rada. Večernji list. Pristupljeno 5. svibnja 2025.
3. ↑  br. 4. srpnja 2011. Predstava "Hamlet u selu Mrduša Donja" na Riječkim ljetnim noćima. Večernji list. Pristupljeno 5. svibnja 2025.
4. ↑  Jutarnji.hr. 3. siječnja 2008. Premijera 'Ujaka Vanje' u Rijeci. Jutarnji list. Pristupljeno 5. svibnja 2025.